# پسوسنس دوم
تیت‌خِپرورَع پسوسنس دوم یا تیت‌خِپِررع پسوسنس دوم واپسین فرعون دودمان بیست و یکم مصر باستان بود. نام پادشاهی او به معنای «تصویری از تبدیل رع» در زبان مصر باستان است.
پسوسنس دوم اغلب با کاهن بزرگ آمون، که بام پسوسنس سوم شناخته می‌شود، یکسان دانسته می‌شود. کارل جنسن، مصرشناس، به این اشاره می‌کند که سنگ‌نگاره‌ای از نیایشگاه ابیدوس حاوی عنوان‌های کامل شاهی با نام تیت‌خپررع ستپن‌رع پاسباخائن‌نوئیت را بر می‌خواند و بلافاصله جلوی آن عنوان، او را با لقب کاهن بزرگ آمون و فرمانده ارشد ارتش خطاب می‌کند. این می‌تواند به آن معنا باشد که پسوسنس هم شاهی در تانیس بود و هم کاهن بزرگ معبد تبس؛ و این یعنی آنکه او در هنگام ریاستش بر معبد آمون از مقام خود کناره‌گیری نکرده بود. تعداد اندک شواهد از دوران او شامل سنگ‌نگارهٔ نام برده در نیایشگاه ستی یکم در ابیدوس، تکه‌ظرفی از ام‌القعاب، اندکی ساخت و ساز در کارناک، و آرامگاه فرضی او هستند. این آرامگاه شامل تابوتی زرنشان با اوریسی شاهانه و یک مومیایی است که در یکی از اتاق‌های آرامگاه پسوسنس یکم در تانیس کشف شد.
پسوسنس دوم فرزند پینجم دوم و بانو ایستمخِب بود. دختر او، معات‌کارع، شهبانوی بزرگ اوسورکون یکم شد.

## یادداشت
1. ↑  Tyetkheperre Setepenre Pasebakhaenniut